# 쿠이 리

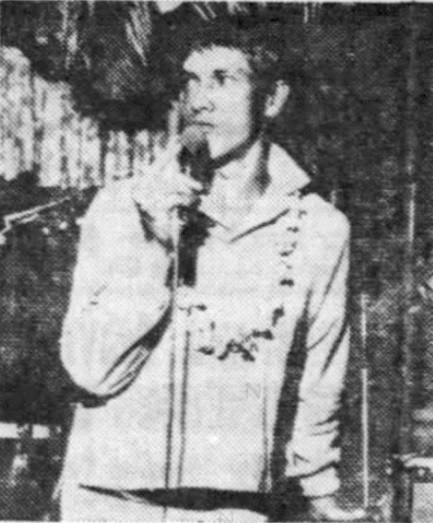

쿠이 리(Kuiokalani "Kui" Lee, 1932년 7월 31일 ~ 1966년 12월 3일)는 하와이의 가수 겸 작곡가이다.
인기가수 돈 호우와는 어릴 적부터 친구이며, 친구 돈 호우에 의하여 그의 작품이 유명해졌다. <당신만을>, <라하이나르나>, <배를 저어> 등이 대표작이다.  그의 작품은 매우 신선하고, 싱싱한 감각으로 작곡되었으며 경향을 살핀다면 파퓰러 송과 하와이를 테마로 한 두 가지로 나눌 수 있다. 그 때문에 하와이의 누벨 바그 작가라고 불려 급격히 인기 스타가 되었으나 그 절정기에 임파선암(淋巴腺癌)에 걸려 사망하였다.   1970년대 하와이에서는 그의 마지막 작품이라는 <젊은 시절>이 유행했다. 또한 그의 작품은 약 300곡이나 되며 <대단한 일이 아니냐> 등의 히트곡이 있다.